# École Centrale de Lille

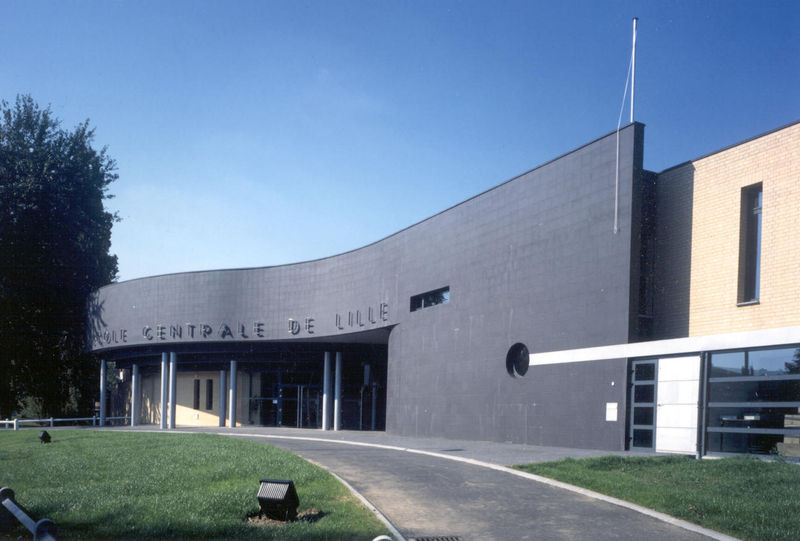
École Centrale de Lille.

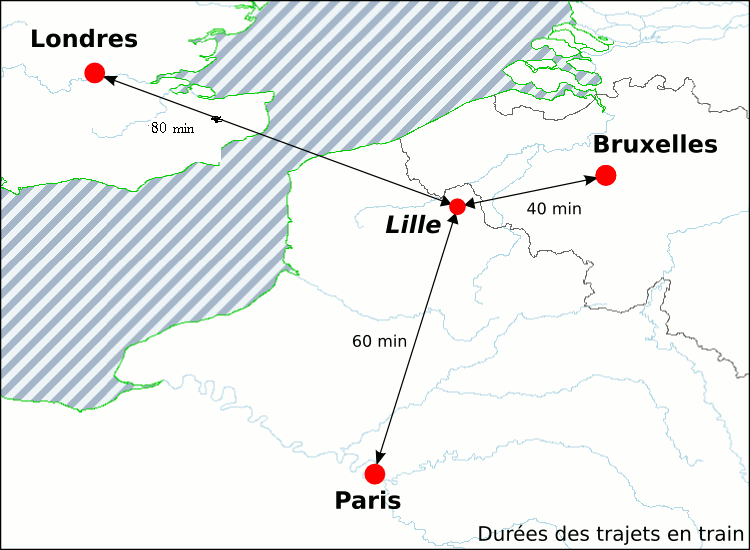
Lille i mitten av triangeln mellan Paris, London och Bryssel

École Centrale de Lille är en fransk grande école som utexaminerar generalistingenjörer i norra Frankrike (Lille), och som är medlem av Groupe des Écoles centrales.

## Utbyte & Dubbla examina
Flera svenska tekniska högskolor, till exempel Lunds tekniska högskola och Kungliga Tekniska högskolan, har utbyte med École Centrale de Lille, bland annat nätverket TIME, som efter ett tvåårigt utbyte ger rätt till en examen också från den utländska högskolan. 

## Framstående personer som utexaminerats från Centrale Lille

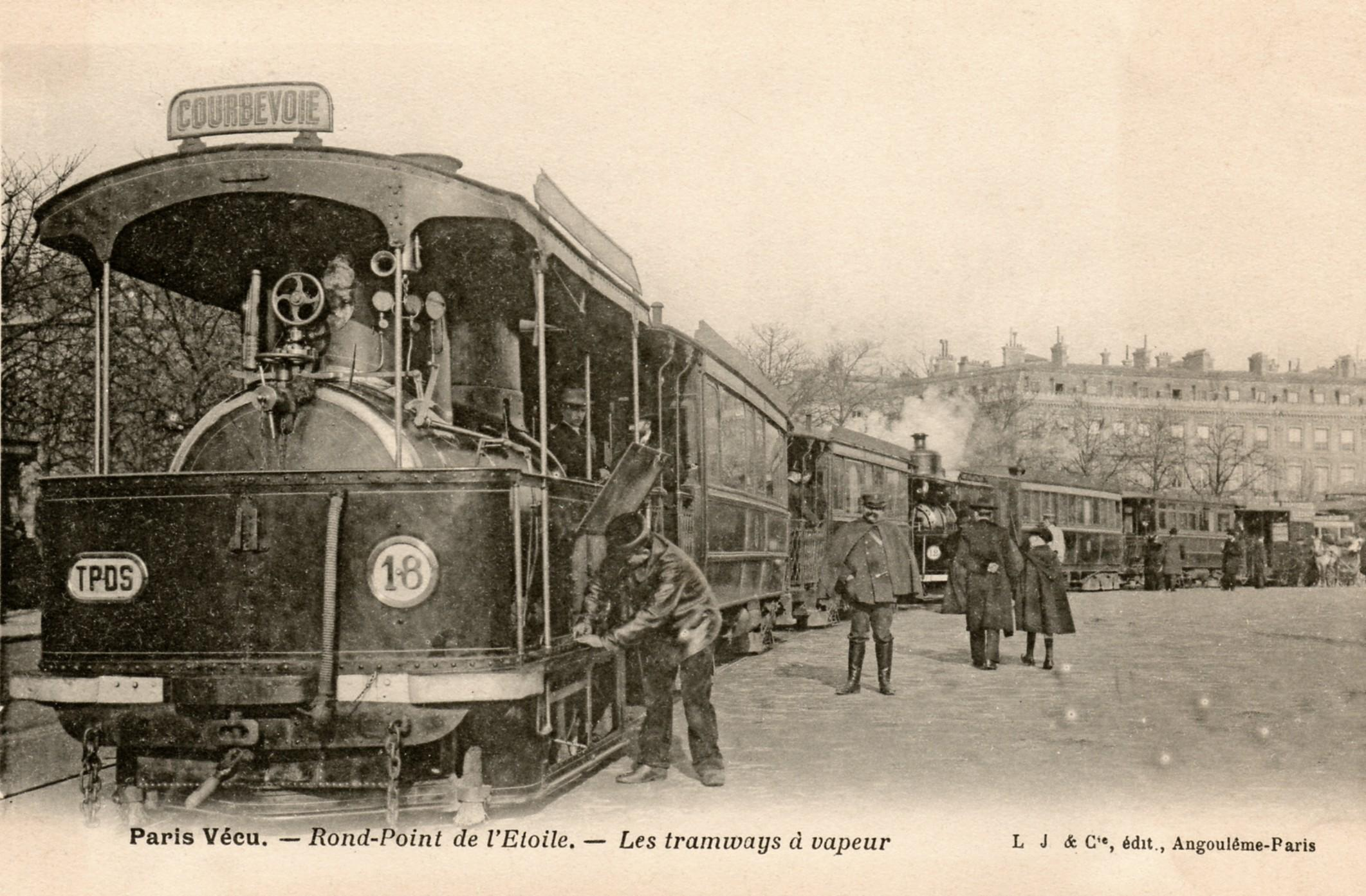
Léon Francq (1866), tillverkare av lok
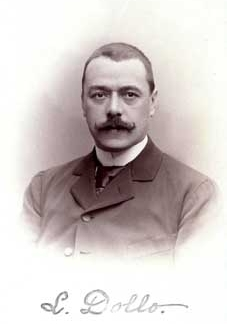
Louis Dollo (1877), paleontolog
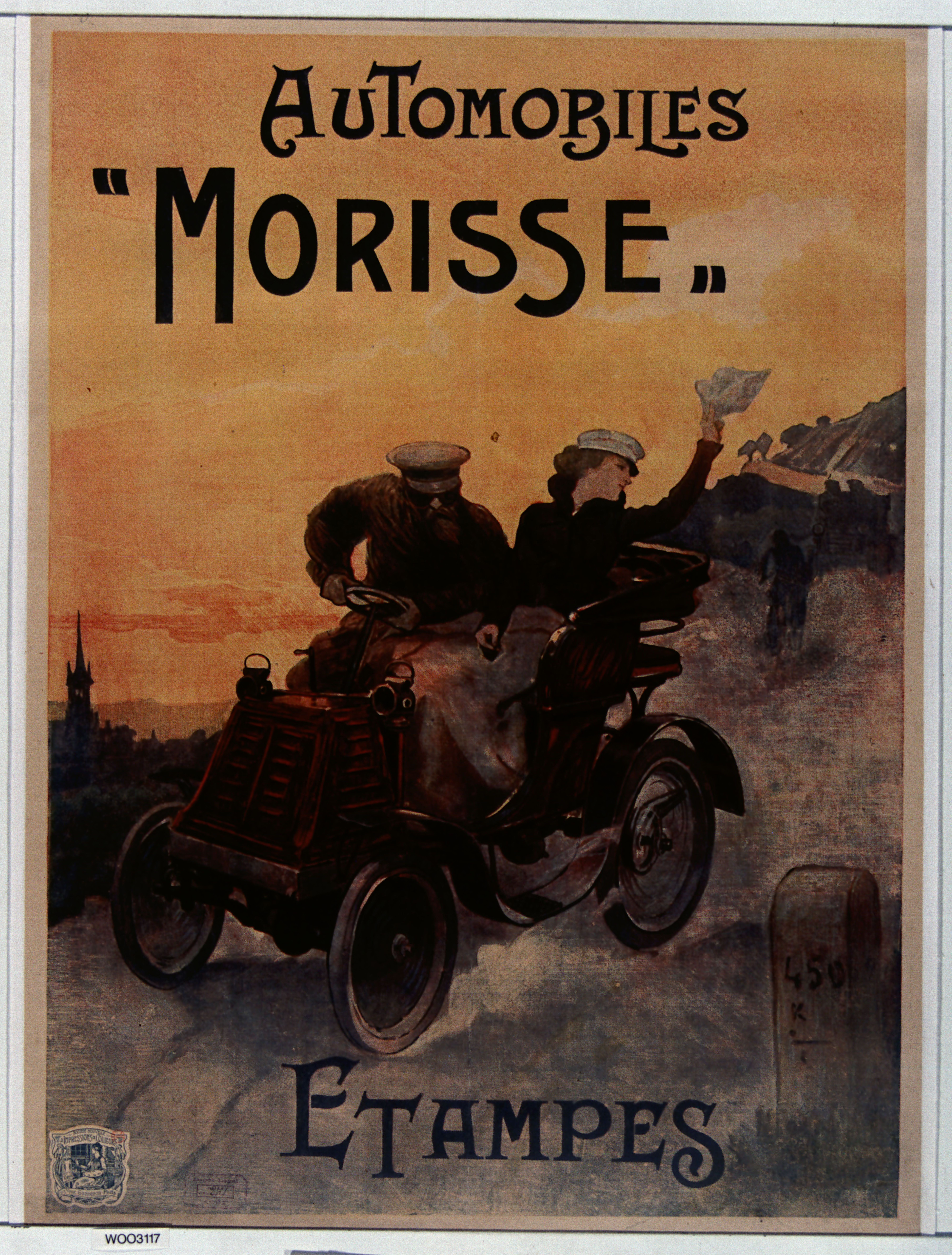
Pierre Morisse (1887), biltillverkare
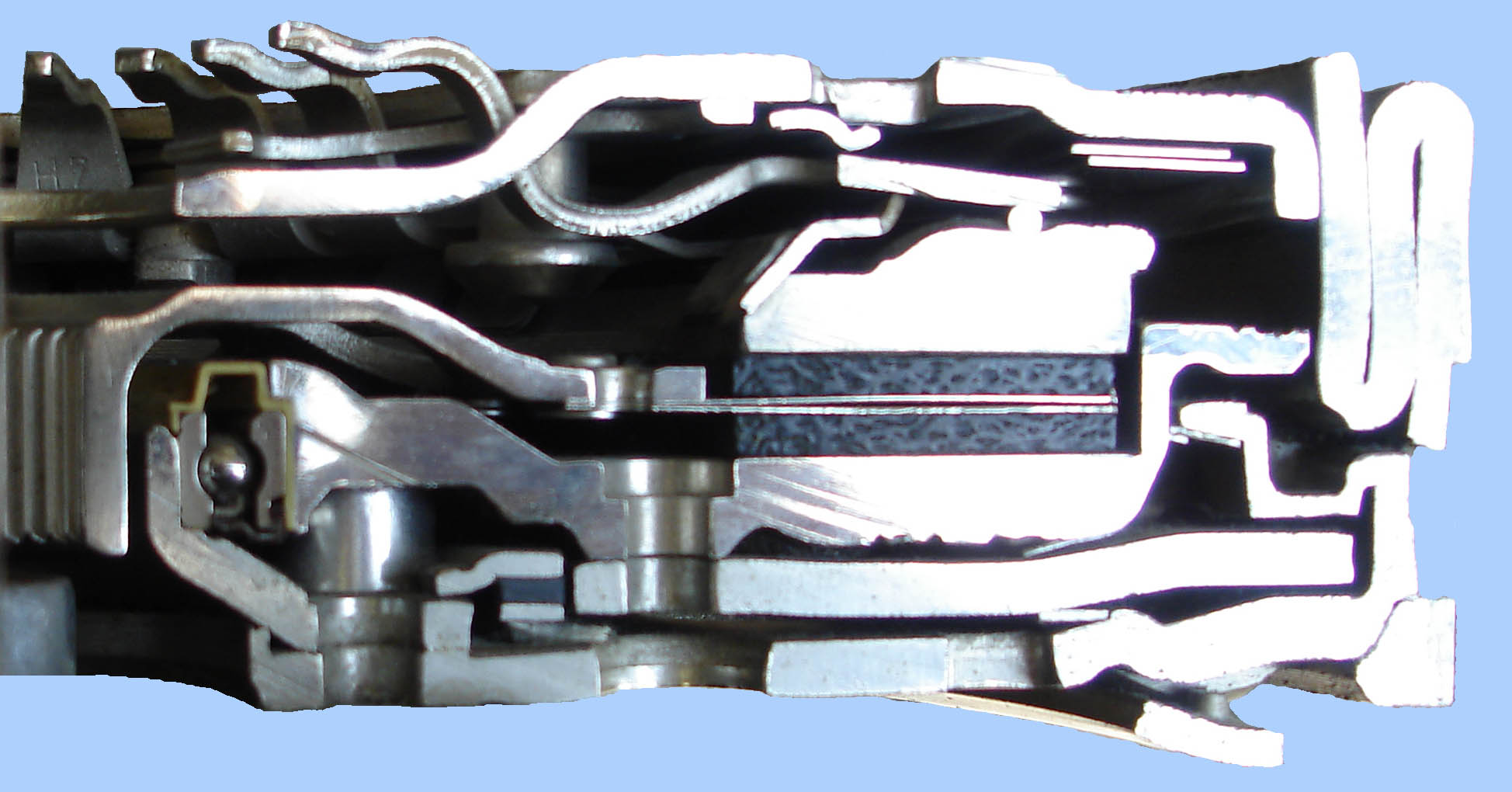
Jacques Vandier (1895), uppfinnaren av bil-koppling, VD Valeo
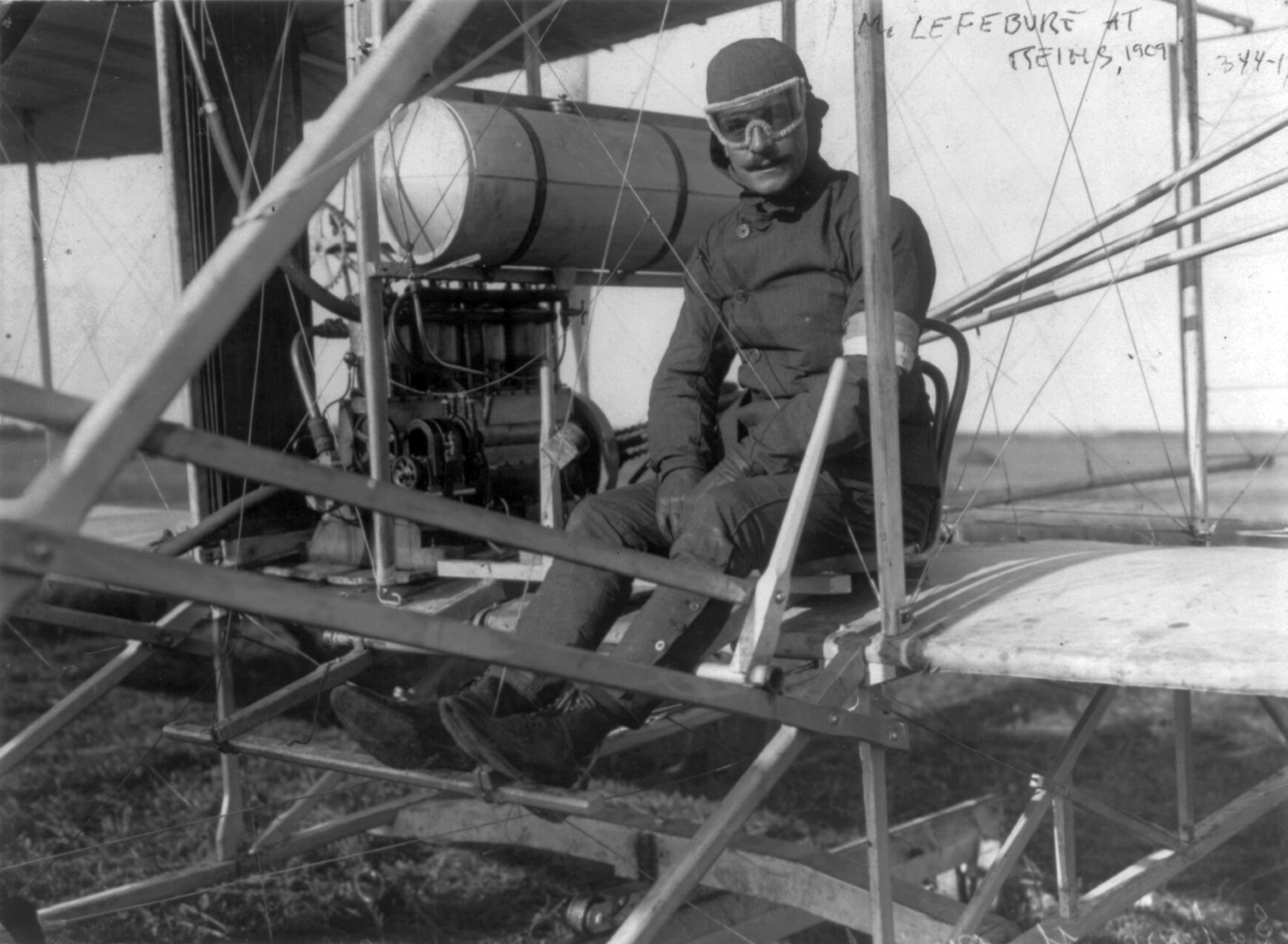
Eugène Lefebvre (1898), flygpionjär
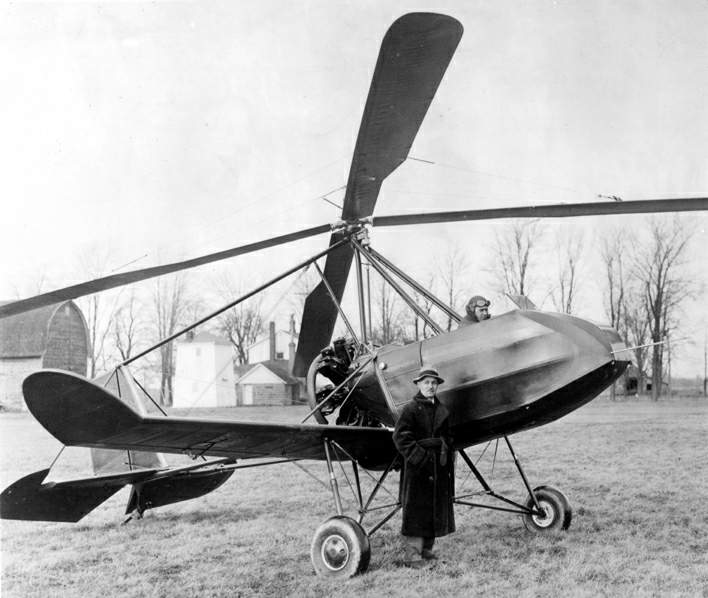
Étienne Dormoy (1906), flygplans- och autogirokonstruktör
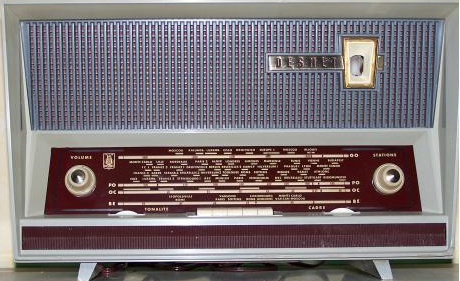
Maurice Desmet (1909), Marcel Desmet (1911), radio- och tv-tillverkare
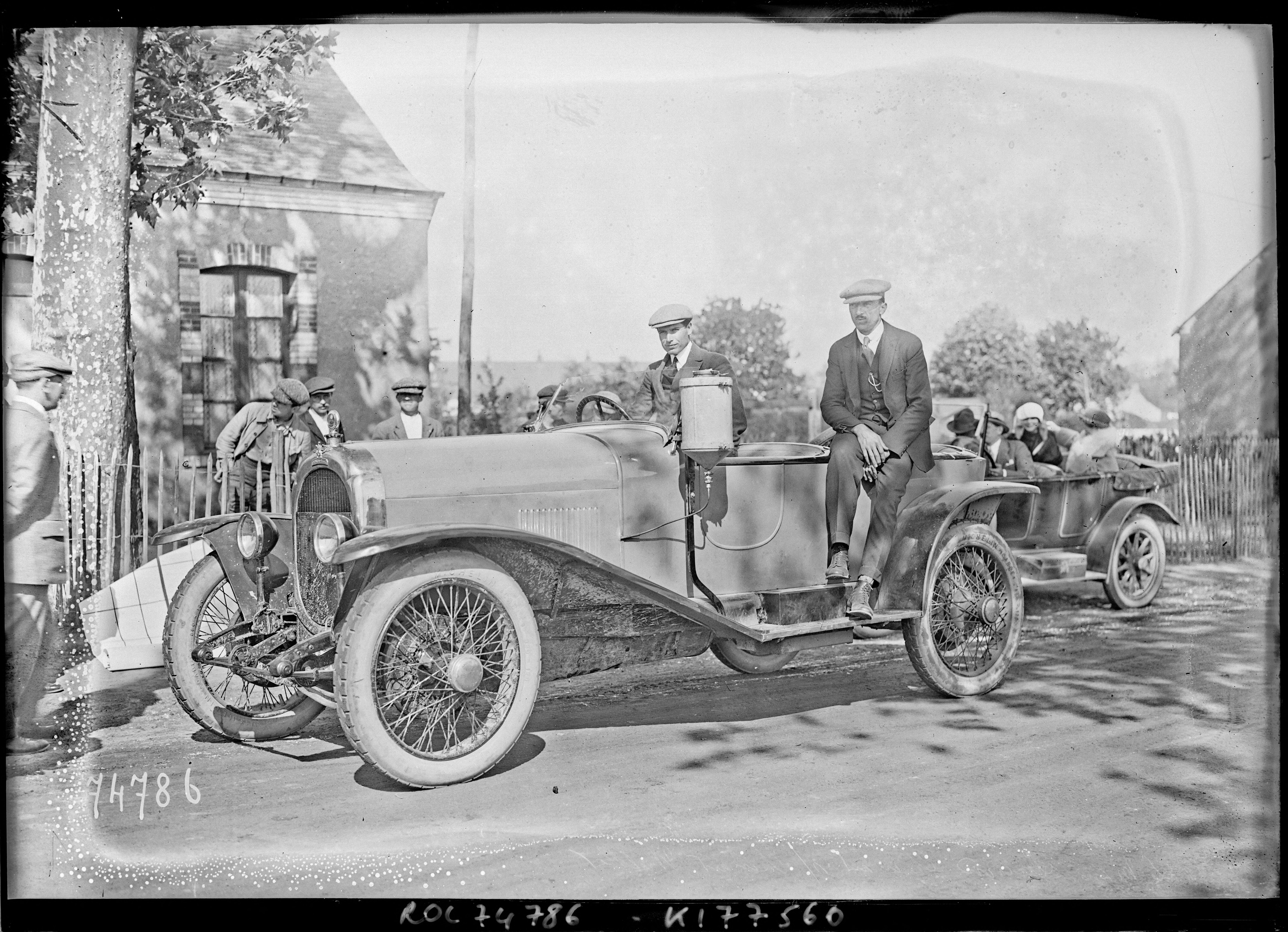
Lucien Chenard (1920), VD på biltillverkaren Chenard & Walcker
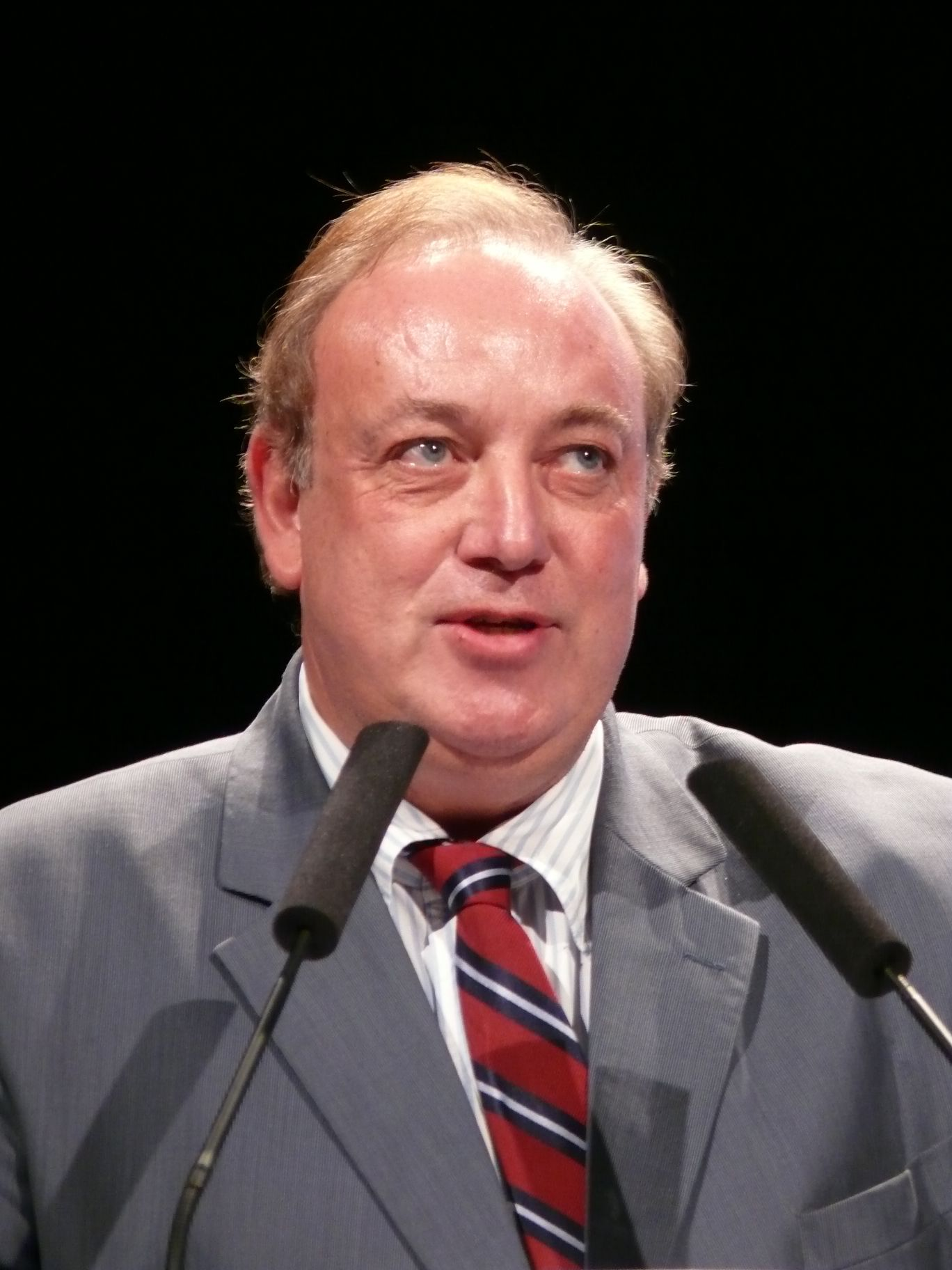
Marc-Philippe Daubresse (1976), politiker och minister

## Bildgalleri

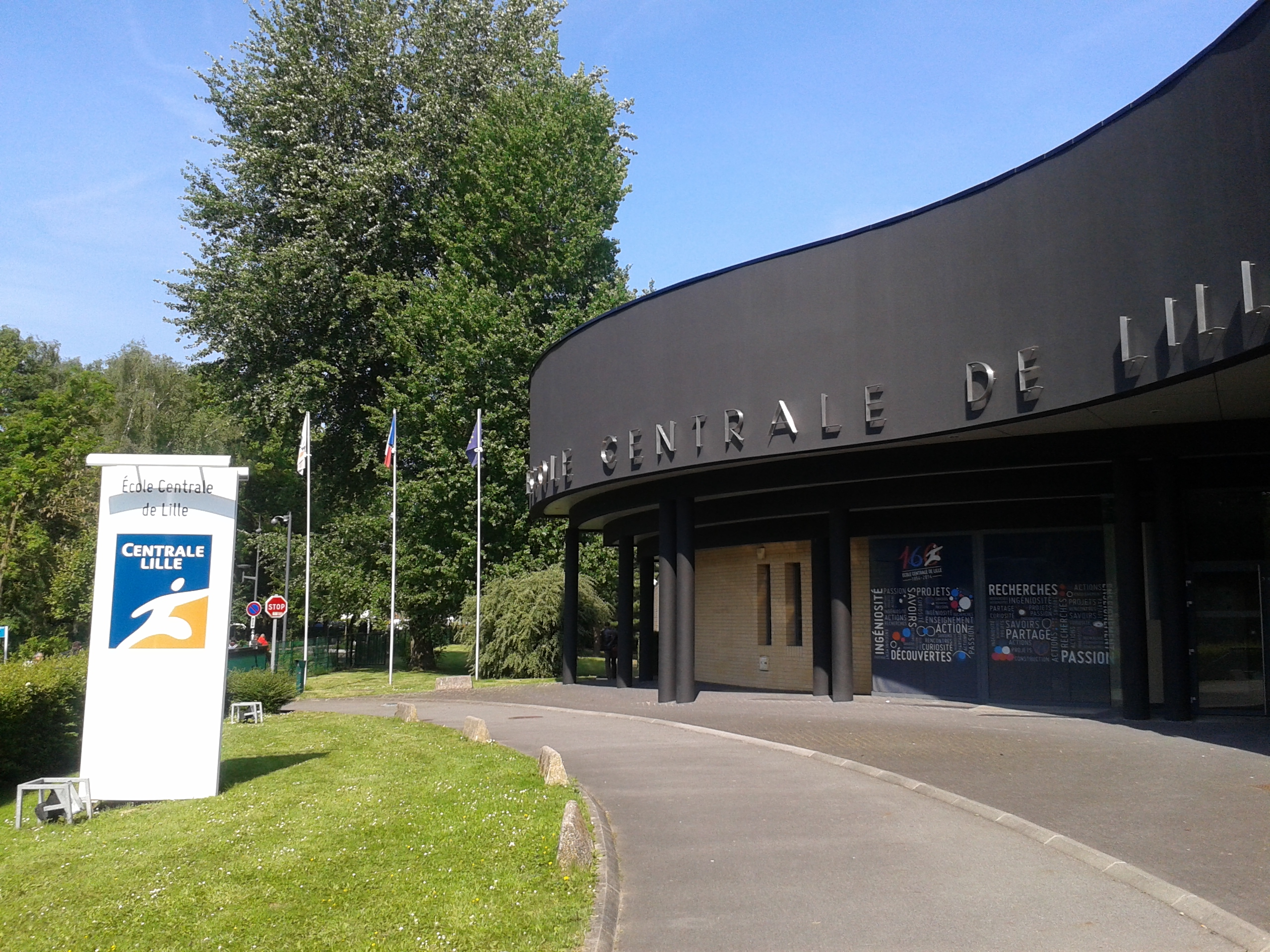
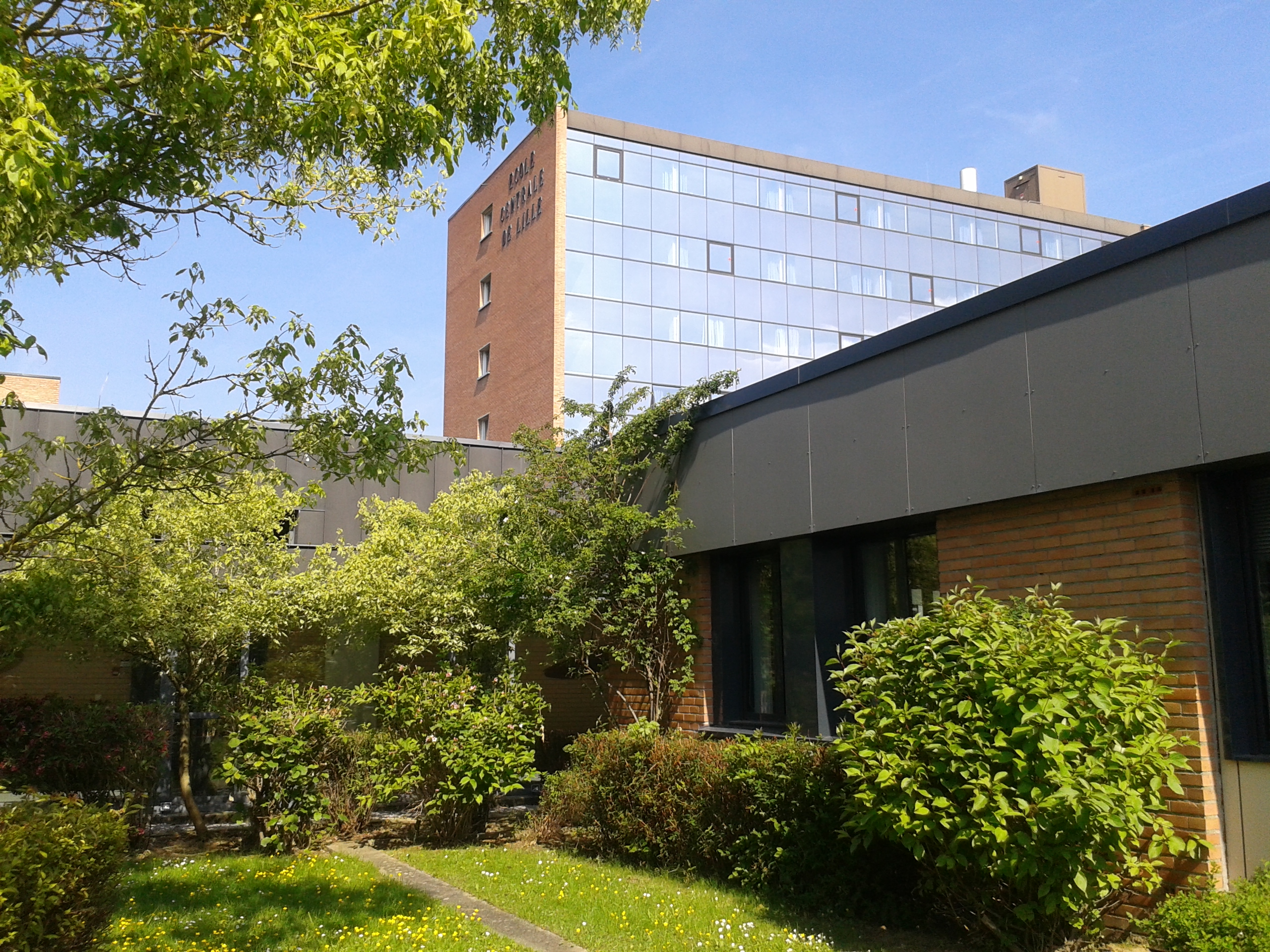
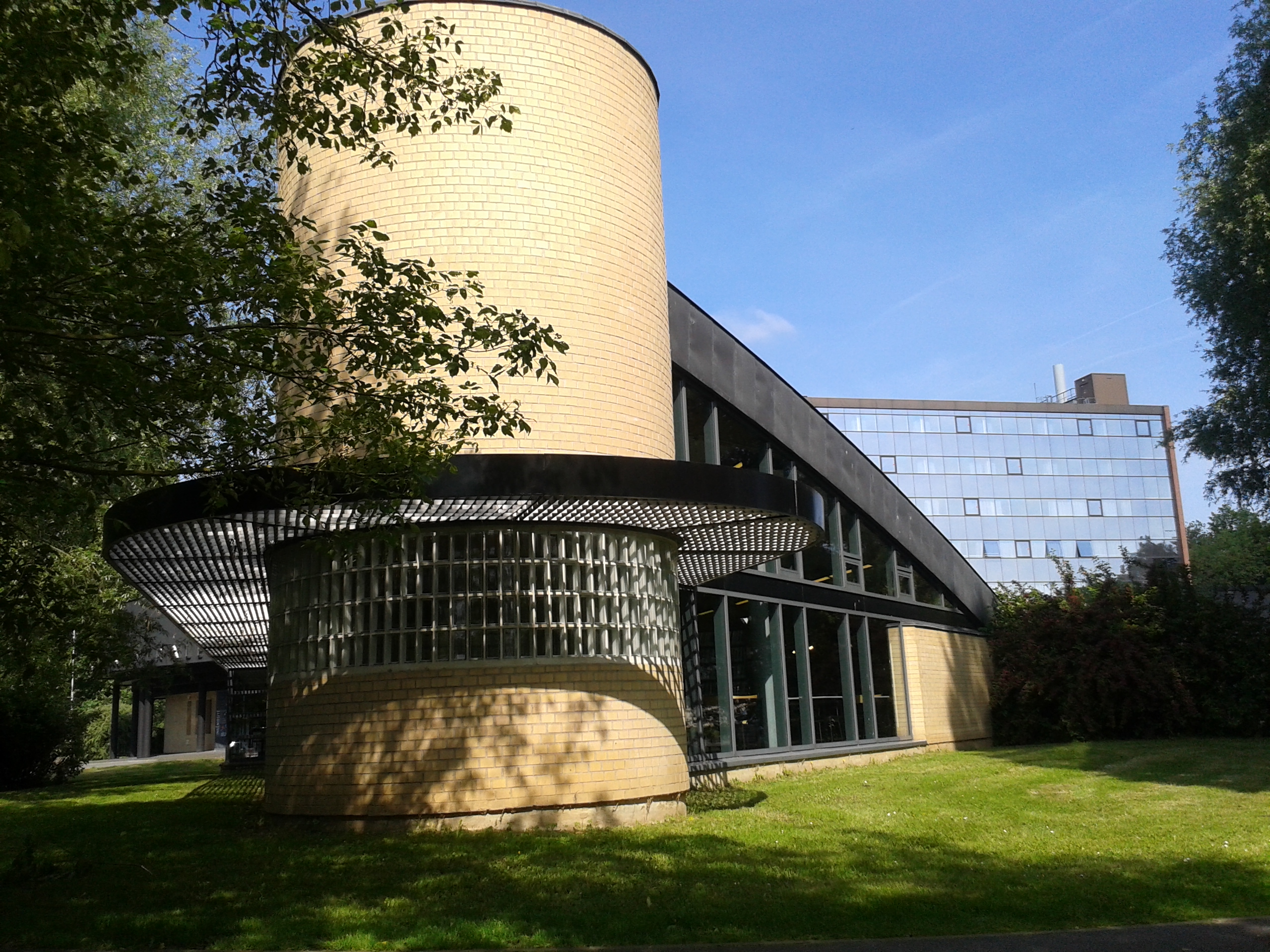
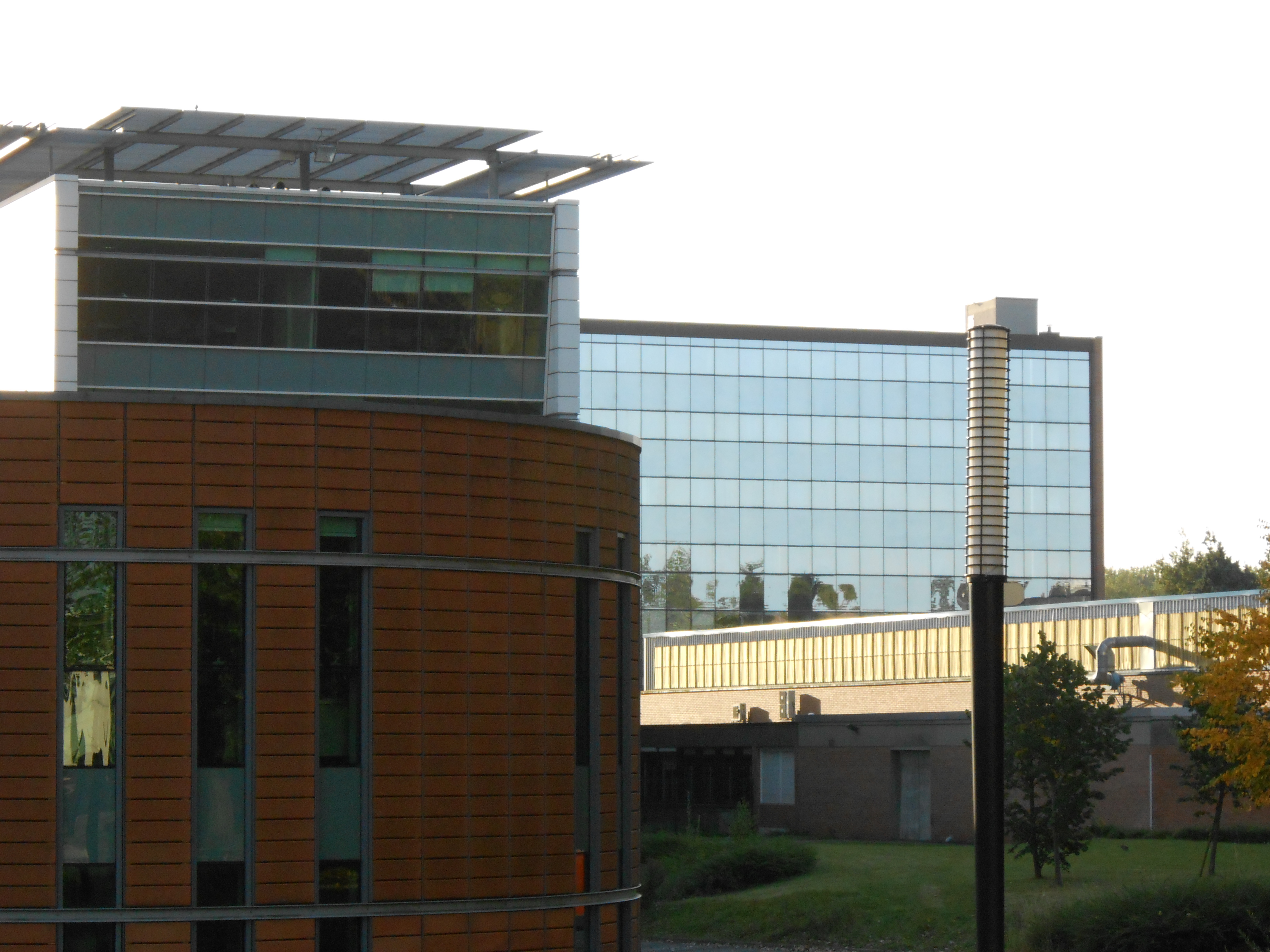
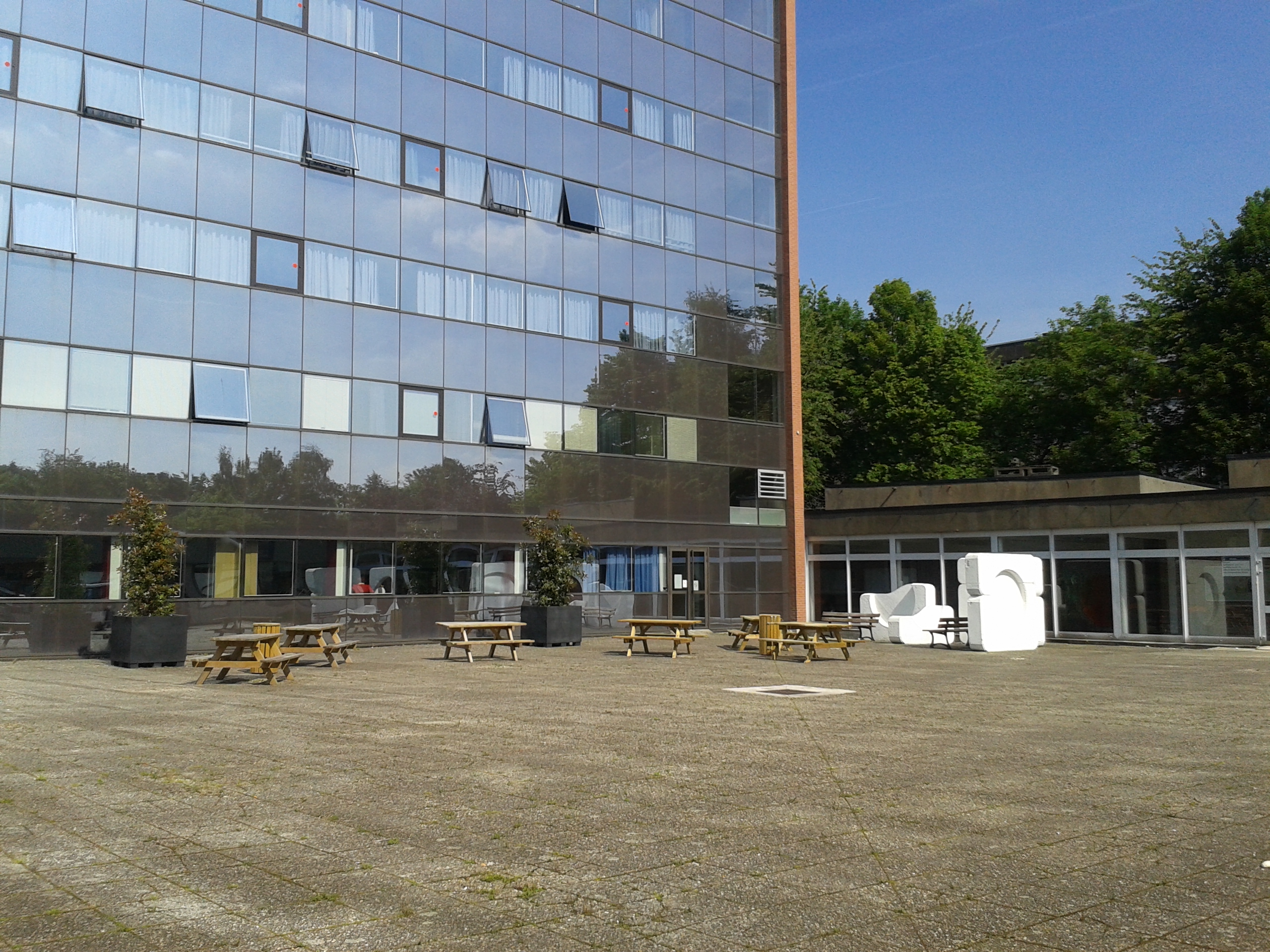
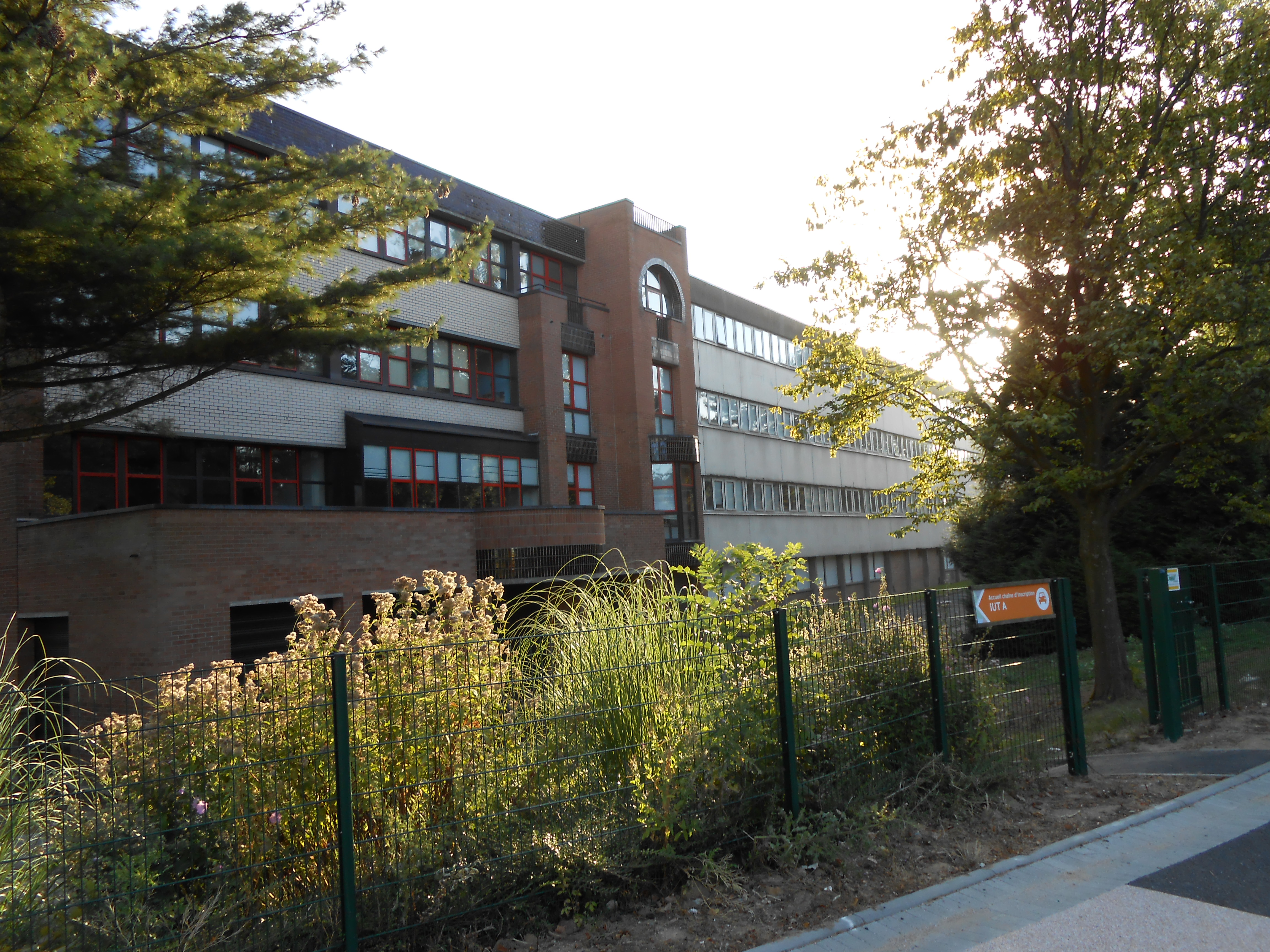
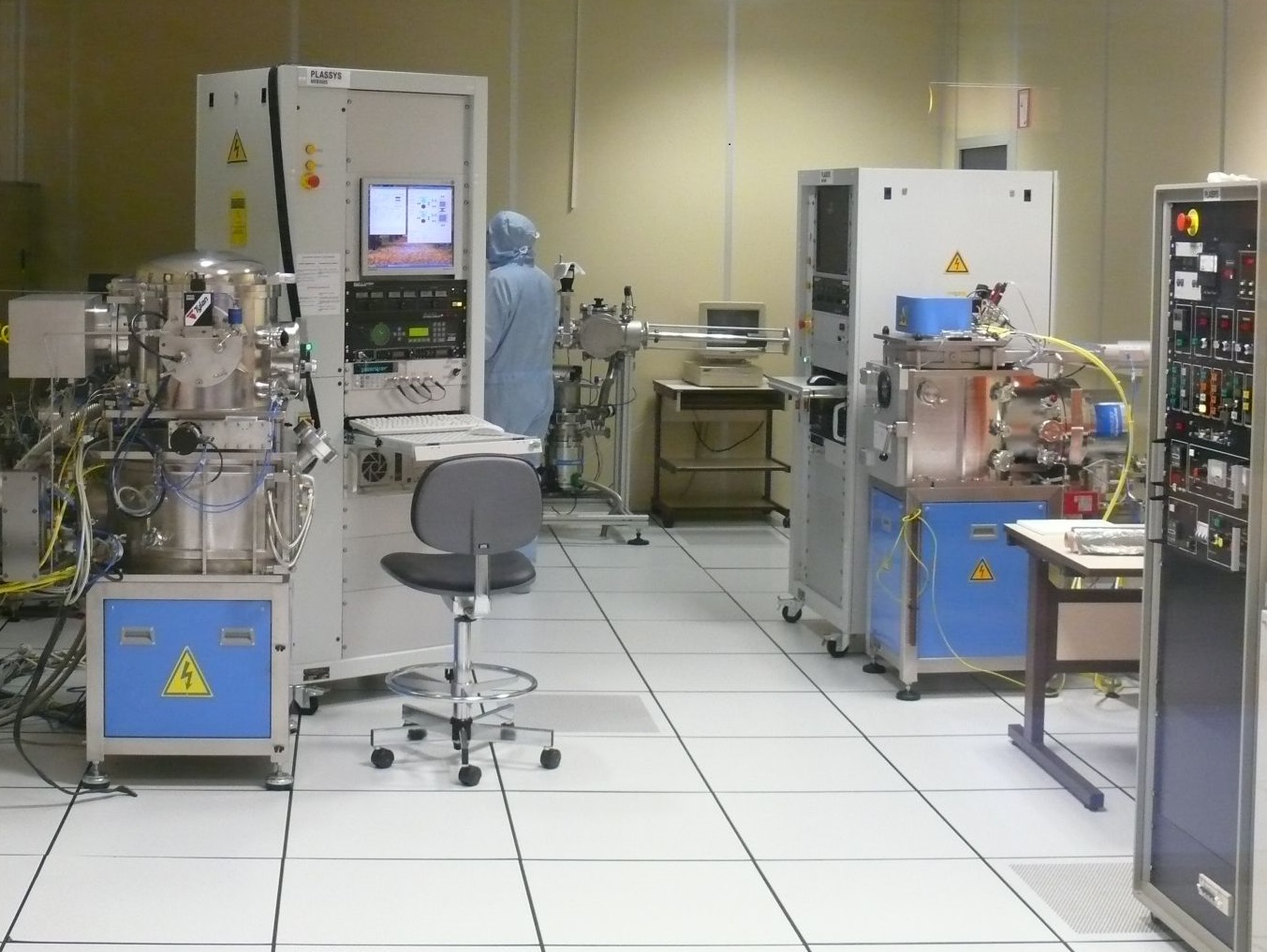
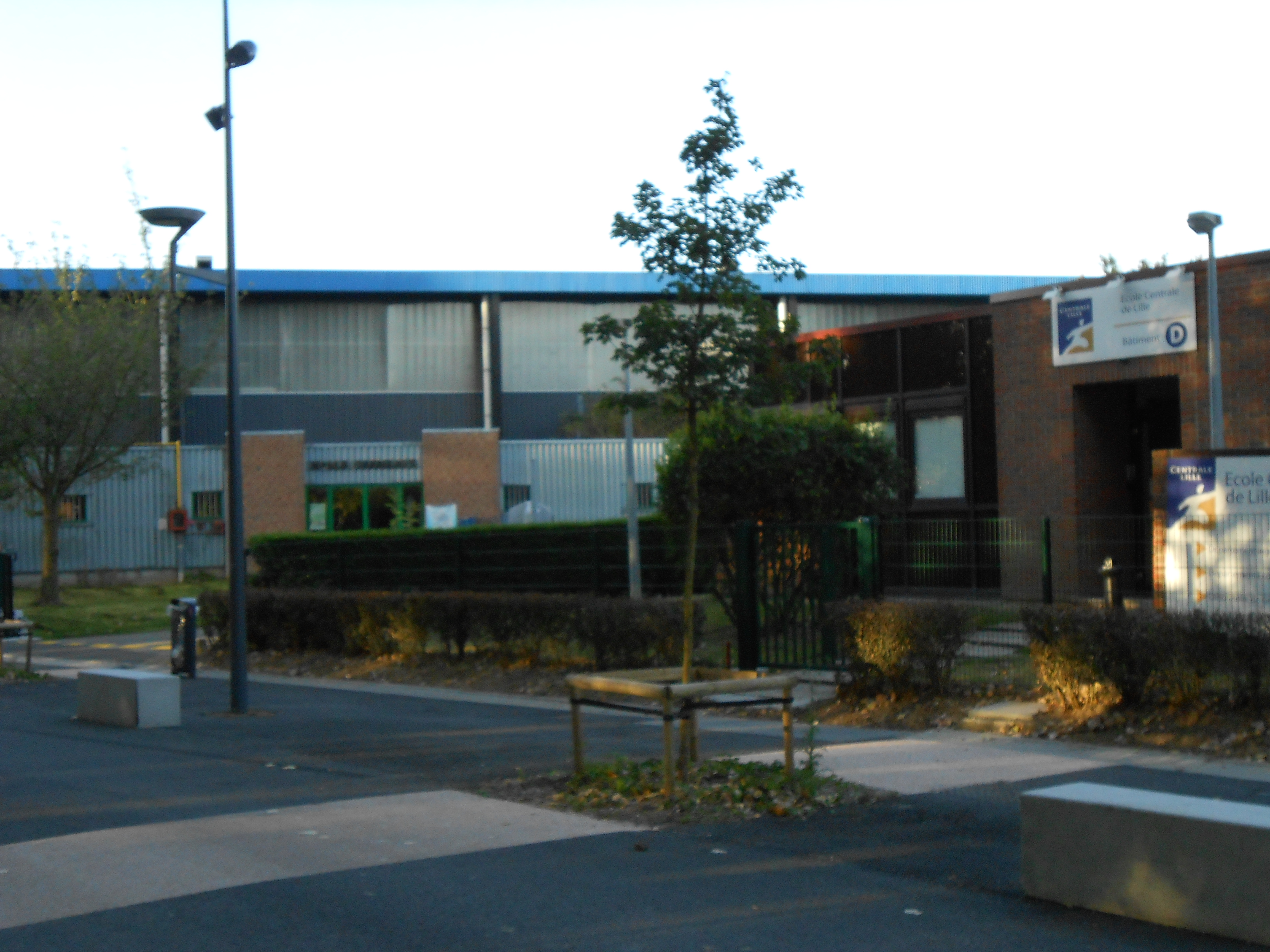